# تاريخ الهند الاقتصادي

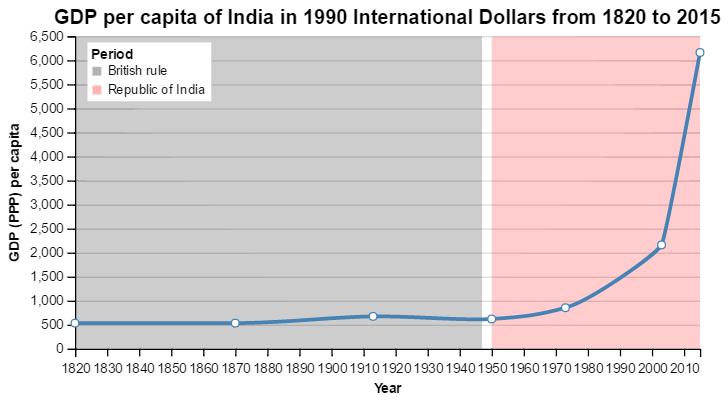

يبدأ التاريخ الاقتصادي للهند مع حضارة وادي نهر السند (1300-3300 قبل الميلاد)، ويبدو أن اقتصادها اعتمد بشكل أساسي على التجارة، وكانت العلاقات بين السند وبلاد الرافدين مثالًا بارزًا عن التجارة الخارجية. شهدت الفترة الفيدية استخدام وحدات معدودة من المعادن الثمينة للتجارة. يظهر مصطلح «نيشكا» بهذا المعنى ضمن الكتاب الهندوسي المقدس.
قرابة عام 600 قبل الميلاد، صك المهاجاناباداس عملات فضية تُعلّم باللكم. اتسمت هذه الفترة بنشاط تجاري كبير وبالتطور المدني. بحلول عام 300 قبل الميلاد، وحدت الإمبراطورية الماورية معظم شبه القارة الهندية. نتج عن ذلك وحدة سياسية وأمان عسكري، ما سمح بنظام اقتصادي مشترك، وعزز التجارة والتبادل التجاري مع ازدياد في الإنتاجية الزراعية. أتت بعد الإمبراطورية الماورية أولى الممالك القروسطية والكلاسيكية، بما فيها التشولاس والغوبتاس وغانغاس الغربية وهارشا وبالاس ورشتراكوتاس وهويسالاس. خلال الفترة الممتدة بين 1-1000 ميلادي، كان يقدر أن شبه القارة الهندية شكلت ما يتراوح بين ثلث إلى ربع عدد سكان العالم والإنتاج، وعلى الرغم من ذلك كان الناتج الإجمالي المحلي الفردي في حالة ركود.
وفقًا لميزان القوة الاقتصادية، تمتعت الهند بالاقتصاد الأكبر والأكثر تطورًا لمعظم الفترة الممتدة بين القرن الأول والقرن الثامن عشر، وهو الأكثر في أي منطقة بالنسبة لجزء كبير من آخر ألفيتين. شهدت الهند نموًا في إجمالي الناتج المحلي للفرد في الحقبة القروسطية العالية بعد عام 1000 ميلادي، خلال سلطنة ديلهي في الشمال وإمبراطورية فيجاياناغارا في الجنوب، لكنها لم تكن منتجة كمينغ الصين في القرن الخامس عشر حتى القرن السادس عشر. بعد انهيار إمبراطورية المغول، شرع الميسوريون في برنامج تطوير اقتصادي طموح، وهو الذي أسس مملكة ميسور بكونها قوة اقتصادية كبرى، وبعض الأجور الحقيقية ومعايير المعيشة العالية في أواخر القرن الثامن عشر.
خلال هذه الفترة، تجاوزت ميسور سوباه بنغال الثرية بكونها القوة الاقتصادية المسيطرة في الهند بزراعتها عالية الإنتاج وتصنيعها للمنسوجات. كان متوسط الدخل في ميسور أعلى بخمسة أضعاف من الحد الأدنى للمعيشة في ذاك الوقت. تمكنت إمبراطورية ماراثا أيضًا من إدارة سياسة سلطة فعالة وجمع الضرائب في المناطق الأساسية الخاضعة لسيطرتها بالإضافة إلى أخذ الضرائب من البلدان التابعة لها.
شهدت الهند انخفاض التصنيع وتوقف صناعات حرفية عديدة في الحكم البريطاني، ومع النمو الاقتصادي والسكاني السريع في العالم الغربي تراجعت حصة الهند في الاقتصاد العالمي من 24.4% في عام 1700 إلى 4.2% في عام 1950، وتراجعت حصتها في المنتجات الصناعية العالمية من 25% في عام 1750 إلى 2% في عام 1900. كان للهند تاريخ تجاري طويل دخل لاحقًا في حالة استعمارية، وهو السبب الذي جعل الهند المستعمرة تبقى مندمجة اقتصاديًا مع العالم، مع مستويات عالية من التجارة والاستثمار والهجرة. تأسست جمهورية الهند في عام 1947 وتبنت التخطيط المركزي لمعظم تاريخها المستقل مع الملكية العامة الواسعة والتنظيم والإجراءات الروتينية والحواجز التجارية. وبعد الأزمة الاقتصادية في عام 1991، أطلقت الحكومة المركزية التحرر الاقتصادي وهو ما أتاح لها الظهور بكونها واحدة من الاقتصاديات الكبرى الأسرع نموًا في العالم.

## حضارة وادي نهر السند
حضارة وادي نهر السند، أول مستوطنة دائمة معروفة يغلب عليها الطابع المدني، وازدهرت من عام 3500 حتى عام 1800 قبل الميلاد. كان لها نظام اقتصادي مزدهر ومتقدم. مارس مواطنوها الزراعة وتربية الحيوانات الأليفة وصنعوا الأدوات والأسلحة الحادة من النحاس والبرونز والقصدير، وتاجروا مع المدن الأخرى. كانت الإتقان واضحًا في الشوارع والمخططات وأنظمة التصريف ومخزون المياه ضمن المدن الرئيسة في الوادي مثل دولافيرا وهارابا ولوثال وموهينجو دارو وراكيغارهي، وهو ما كشف معرفتهم بالتخطيط المدني.

## الصفات القروسطية والقديمة
على الرغم من وجود تعداد سكاني مدني كبير في الهند القديمة، كان معظم سكان الهند في القرى التي كان اقتصادها معزولًا ومستدامًا ذاتيًا بشكل كبير. كانت الزراعة المهنة الأكثر شيوعًا وأشبعت حاجات القرية من متطلبات الغذاء بينما استُخدمت المواد الخام للصناعات اليدوية كالنسيج ومعالجة الأغذية والحرف. وبالإضافة إلى الزارعة، عمل الناس كحلاقين ونجارين وأطباء (أطباء أيورفيدا) وحائكين وصائغين.

### الدين
لعب الدين دورًا مؤثرًا في تشكيل النشاطات الاقتصادية. تمركزت بلدات الحج أمثال براياغراج وبيناريس وناسيك وبوري في الغالب حول الأنهار، وتطورت لتصبح مراكز تجارة وتبادل تجاري. كان هناك مناسبات دينية واحتفاليات وممارسة لأداء الحج وهو ما نتج عنه إصدار أولي لمجال حسن الضيافة. تأثرت الاقتصاديات في ديانة الجاينية بمهافيرا وفلسفته. كان آخر واحد من بين 24 تيرثنكاراس، الذين نشروا الجاينية. بخصوص الاقتصاد، شرح أهمية مفهوم «أنيكانتا» (عدم وجود الأحكام المطلقة).

### أعمال الأسرة
في نظام الأسرة المشتركة، جمع أفراد الأسرة مواردهم للحفاظ على العائلة والاستثمار في المشاريع التجارية. ضَمن النظام للأفراد الشباب تدريبهم وتوظيفهم، أما الأفراد المعوقين وكبار السن فتلقوا الدعم من العائلات. منع النظام انقسام الأراضي الزراعية مع كل جيل، فدعم ذلك العائدات من فوائد الحجم. كبحت هذه العقوبات روح التنافس بين الأفراد الصغار وغرست شعور الطاعة.

### الكيانات التنظيمية
كانت في الهند القديمة أعمال تملكها العائلات والأفراد، وامتلكت الهند بالإضافة إلى ذلك أشكالًا أخرى من النشاط الاجتماعي بما فيها غانا وباني وبنونغا وفراتا وسانغا ونيغاما وسريني. تشير نيغاما وباني وسريني في الغالب إلى المنظمات الاقتصادية للتجار والحرفيين والمهنيين، وربما إلى الكيانات شبه العسكرية. وتشترك سريني مع الشركات الحديثة في جوانب عدة كانت تستخدم في الهند نحو القرن الثامن عشر قبل الميلاد وامتدادًا حتى القرن العاشر بعد الميلاد. وفي الهند القديمة، كان استخدام هذه الكيانات أمرًا شائع الانتشار، ليشمل الأمر فعليًا كل أنواع الأنشطة المحلية والسياسية والتجارية.
كانت السريني كيانًا قانونيًا مستقلًا ولديها المقدرة على حيازة الملكية بشكل منفصل عن مالكيها، ووضع قوانينها الخاصة التي تحكم سلوك أعضائها، واستطاعت أن تتعاقد وتُقاضي وتُقاضى باسمها الخاص. قدّمت المصادر القديمة مثل «قوانين مانو الثامن» و«شاناكياز آرثاشاسترا» قوانينًا للدعاوى القضائية بين سرينيين أو أكثر، وتذكر بعض المصادر وجود موظف حكومي (بانداغاريكا) كان يعمل مُحكّم للنزاعات بين السرينيين على الأقل من القرن السادس قبل الميلاد فصاعدًا. غطى ما يتراوح بين 18 و150 سريني في أوقات مختلفة كلًّ من النشاطات التجارية والحرفية. يعد هذا المستوى التخصصي مؤشرًا على الاقتصاد المتطور الذي لعبت فيه سريني دورًا مهمًا. كان في بعض السريني أكثر من ألف عضو. كان فيها أيضًا درجة معقولة من الإدارة المتمركزة. مثّل رئيس السريني اهتمامات السريني في بلاط الملك وفي عدة قضايا تجارية. بمقدور الرئيس أن يربط السرينيين بعقود ويضع شروط العمل، وكان يتلقى غالبًا تعويضًا أعلى، ويُنظر إليه بكونه السلطة الإدارية. كان الاختيار يقع على الرئيس بموجب انتخابات من أعضاء السريني، وكان من الممكن أيضًا إزالته من السلطة من قبل الجمعية العامة. وأدار المدير الشركة غالبًا مع اثنين إلى خمسة من الرؤساء التنفيذيين الذين تنتخبهم الجمعية أيضًا.

### العملة
كانت العملات الفضية التي تُعلّم باللكم متداولة في القرن الخامس قبل الميلاد تقريبًا. كانت أول العملات المعدنية التي تُصك في القرن السادس قبل الميلاد من قبل الماهاجاناباداس في سهول الغانج، وكانت أولى آثار الهند من العملات. أصدر العديد من الحكام والممالك العملات المعدنية، لكن نظام المقايضة استمر في انتشاره الكبير. دفعت القرى جزءًا من محاصيلها كإيراد، بينما تلقى الحرفيون فيها راتبًا من المحاصيل لقاء خدماتهم. كانت معظم القرى مكتفيةً ذاتيا.